# Homicide involontaire coupable
Pour un article plus général, voir Homicide involontaire.
Dans le droit pénal des États de common law, l'homicide involontaire coupable (anglais : manslaughter) est une infraction pénale que l'on peut définir comme « un homicide commis par une personne qui n'avait pas l'intention spécifique de causer la mort ou de poser l'acte qui l'a entraînée, qu'elle ait agi sous le coup d'une impulsion soudaine ou par suite d'une imprudence ou d'une négligence ».

## Droit par pays

### Droit américain
L'homicide involontaire coupable est un crime aux États-Unis. Les définitions peuvent varier en fonction des États fédérés, mais les États-Unis suivent le principe général selon lequel l'homicide involontaire coupable implique de causer la mort d'une autre personne d'une manière moins coupable que le meurtre, et observe la distinction entre homicide volontaire et involontaire.

### Droit canadien
À l'art. 222 (5) du Code criminel canadien. le législateur définit cette infraction : 

« (5) Une personne commet un homicide coupable lorsqu’elle cause la mort d’un être humain :
a) soit au moyen d’un acte illégal;
b) soit par négligence criminelle;
c) soit en portant cet être humain, par des menaces ou la crainte de quelque violence, ou par la supercherie, à faire quelque chose qui cause sa mort;
d) soit en effrayant volontairement cet être humain, dans le cas d’un enfant ou d’une personne malade. »

### Droit niuéen
À Niué, l'homicide involontaire coupable (manslaughter) est défini par la loi Niue Act 1966 du Parlement de Nouvelle-Zélande (qui établit le droit niuéen dans un cadre d'autonomie politique pour l'île) comme tout « homicide coupable qui ne constitue pas un meurtre » (art. 139). Il est puni d'une peine de prison d'un maximum de quatorze ans (art. 140). L'homicide coupable est défini par l'article 133(2) comme tout homicide commis par un acte illégal, ou par le fait de n'avoir pas rempli un devoir légal (négligence criminelle), ou par des menaces explicites ou implicites ou un acte de supercherie ayant conduit la victime à se donner volontairement ou involontairement la mort, ou par un acte ayant causé délibérément la peur chez un enfant de moins de seize ans ou chez une personne malade ou infirme et ayant entraîné d'une manière ou d'une autre sa mort.
En avril 1997, le député et ministre adjoint Umuti Makani est condamné à dix-huit mois de prison ferme pour homicide involontaire coupable, et destitué de ses fonctions au Parlement et au gouvernement, pour avoir renversé et tué un motard alors qu'il conduisait sa voiture en état d'ivresse.